# حكماء (يهودية)
حكماء (العبرية: חז"ל, اختصار : חכמינו זכרונם לברכה - حكماؤنا رحمهم الله) هو مصطلح يشير إلى الزعماء الروحيين والدّينيّين لشعب إسرائيل من بداية فترة الهيكل الثاني حتّى نهاية القرن 6. في الكتابات الربّانيّة يقصد بهذا المصطلح جميع حكماء الميشنا والتّلمود، وغيرهم من المعلّقين في الأدب الربّاني الذّين يتّسم رأيهم بنوع من الحجيّة.
وينقسم الحكماء إلى عدّة مجموعات بحسب العصور التي عاشوها ووفقا للكتابات التي ميّزت تلك العصور:
- هناك التّنائيم، وهم حكماء الميشنا الذين يعود إليهم الفضل في وجودها عبر الكتابة أو النّقل. وتمتدّ فترة التّنائيم من الهيكل الثّاني حتّى إغلاق الميشنا حوالي سنة 220. وتنقسم هذه الفترة بدورها إلى:
  - فترة أولى وجد فيها رجال المجلس الأعلى (אנשי כנסת הגדולה)، وهو السّنهدرين. ويتكوّن من مجموعة غير معروفة من الرّجال. ويعود الفضل في وجوده حسب التّقاليد إلى عزرا الكاتب. وذكر في هذه التّقاليد أنّ آخر أنبياء اليهود حسب الكتاب المقدّس العبريّ أي زكريّا وحجّي وملاخي كانوا يملون بأنفسهم على أعضاء المجلس تعاليم الرّسل. وأوّل أعضاء المجلس الذين ذكروا بأسمائهم هم الكاهن الأكبر شمعون العادل، وقد عرّف بأنّه شمعون بن أونياس الأوّل ، ثمّ شمعون الثّاني، وتلميذه أنتيجون السّوخي.
  - الفترة الثّانية هي فترة الأزواج (الزّوجوت)، ويحكم هؤلاء بناسٍ، والنّاسي هو رئيس السّنهدرين، وينوبه آف بيت الدّين. وقد وجدت خمسة أجيال من الزّوجوت طيلة قرن. وكان هيليل وشماي أشهرهم. وكان لهذين الحكيمين العدويّن الفضل في تدفّق التّأويلات وتعدّد المدارس.
  - فترة التّنائيم الخالصة شملت خمسة أجيال واستغرقت مدّة بدأت منذ السّنة الأربعين قبل الميلاد حتّى إنهاء الميشنا، وتتميّز أدبيّاتهم بثرائها وتنوّعها.
- الأمورائيم (القائلون)، هم علماء الجيمارة، وهو القسم الذي فسّرت فيه الميشنا، وجدوا في إسرائيل وبابل. وينسب إليهم التّلمود الأورشليميّ والبابليّ وأيضا الميدراشيم خاصّة ميدراش ربّا حول التّكوين وميدراش ربّا حول اللّاويّين أقدم الكتب الميدراشيّة.
- الصّافورائيم (المفكّرون) هم علماء الأكاديميات التّلموديّة الذين اهتمّوا بتحرير التّلمود. وقد وجدوا من القرن الخامس حتّى بداية عصر الجاؤونيم حوالي سنة 589.

## سلطة الحكماء
في منتصف المدة الظروف التي السنهدرين، السلطة وقطعت قصاصات الصحيحة التي كتبت كانت لوائح جديدة في التوراة وسيناء، بشأن أي مسألة رأوا من الضروري : أمثلة من الوصايا والنواهي حكماء قراءة كتاب استير على البوريم، وحظر يهز تعيينه على السبت، واجب غسل الأيدي قبل تناول الطعام الخبز، واجب الصلاة ثلاث مرات يوميا وغيرها الكثير.